# Морские чудовища: Доисторическое приключение
«Морские чудовища: Доисторическое приключение» (англ. Sea Monsters: A Prehistoric Adventure) — американский научно-популярный фильм 2007 года режиссёра Шона Маклеода Филлипса для National Geographic Channel. В фильме говорится о жизни морских рептилий в меловой период. Показанные животные в фильме были созданы при помощи 3D технологий.

## Сюжет
В меловом периоде облик Земли сильно отличался от теперешнего — уровень океана был гораздо выше, чем сегодня, и в нём встречались не менее изумительные существа, чем динозавры. Они уже почти не похожи на своих предков триасового периода. По всему миру палеонтологам попадаются окаменелости многочисленных морских организмов мезозоя — от головоногих моллюсков и рыб до совершенных рептилий, идеальных хищников своего времени.

## Показанные животные
- Долихоринхопс
- Стиксозавр
- Аммониты
- Горгозавр
- Кретоксирина
- Gillicus
- Гесперорнис
- Нотозавр
- Плакодонт
- Ихтиозавр
- Плиозавр
- протостега
- Tusoteuthis
- Тилозавр
- Платекарп
- Ксифактин
- Протосфирена
- Leptecodon
- Медузы
- Энход
- Птеранодон